# Surrey Scorchers
I Surrey Scorchers sono una società cestistica avente sede a Guildford, in Inghilterra.
Milita nella massima divisione del Regno Unito, la British Basketball League.

## Palmarès
- British Basketball League: 1

2007-2008